# Geophilus conjungens
Geophilus conjungens är en mångfotingart som beskrevs av Karl Wilhelm Verhoeff 1898. Geophilus conjungens ingår i släktet Geophilus och familjen storjordkrypare.
Artens utbredningsområde är Turkiet. Inga underarter finns listade i Catalogue of Life.